# Combaya
Combaya ist eine Ortschaft im Departamento La Paz im südamerikanischen Anden-Staat Bolivien.

## Lage im Nahraum
Combaya ist zentraler Ort des Municipio Combaya in der Provinz Larecaja. Die Ortschaft liegt auf einer Höhe von 3217 m auf einer Hochfläche oberhalb eines der Zuflüsse zum Río San Cristobál, dessen Wasser im weiteren Verlauf in den Río Mapiri münden.

## Geographie
Combaya liegt östlich des bolivianischen Altiplano in der Cordillera Muñecas, die zur Hochgebirgskette der Cordillera Central gehört. Die Region weist ein ausgeprägtes Tageszeitenklima auf, bei dem die mittlere Temperaturschwankung im Tagesverlauf deutlicher ausfällt als im Ablauf der Jahreszeiten.
Die mittlere Jahrestemperatur der Region liegt bei 18 °C (siehe Klimadiagramm Sorata), die Monatswerte schwanken nur unwesentlich zwischen 15 °C im Juli und 20 °C im Dezember. Der Jahresniederschlag beträgt 650 mm, die Monatsniederschläge liegen zwischen unter 10 mm in den Monaten Juni und Juli und 100 bis 125 mm von Dezember bis Februar.

## Verkehr
Combaya liegt in einer Entfernung von 132 Straßenkilometern nordwestlich von La Paz, der Hauptstadt des gleichnamigen Departamentos.
Von La Paz führt die asphaltierte Nationalstraße Ruta 2 in nordwestlicher Richtung 70 Kilometer bis Huarina, von dort zweigt in nördlicher Richtung die Ruta 16 ab, die nach 23 Kilometern Achacachi erreicht und dann weiter am Ostufer des Titicacasees Richtung Ancoraimes führt. Nach 17 Kilometern biegt eine unbefestigte Landstraße nach Nordosten in die Täler der Cordillera Muñecas ab, passiert Sorejaya und erreicht nach 22 Kilometern Combaya.

## Bevölkerung
Die Einwohnerzahl der Ortschaft ist in den vergangenen beiden Jahrzehnten auf mehr als das Dreifache angestiegen:
| Jahr | Einwohner | Quelle       |
| ---- | --------- | ------------ |
| 1992 | 288       | Volkszählung |
| 2001 | 424       | Volkszählung |
| 2012 | 897       | Volkszählung |
| 2024 |           | Volkszählung |

Die Region weist einen hohen Anteil an Aymara-Bevölkerung auf, im Municipio Combaya sprechen 98,5 Prozent der Bevölkerung Aymara.